# Série E41 da CP
A Série E41 foi um tipo português de locomotiva a vapor, que se aplicou apenas a uma locomotiva. Foi utilizada nas Linhas do Corgo e Sabor.

## História
Esta locomotiva foi construída em 1904 pela casa alemã Hohenzollern, tendo vindo para Portugal para ser utilizada nas obras de construção da Linha do Corgo. Após 1947, serviu nas manobras na estação de Pocinho, sendo ocasionalmente substituída pela E61. Está preservada no Museu Ferroviário de Chaves.

## Caracterização
Alcançavam um esforço de tracção de 3 510 Kg, e possuíam uma caldeira com de 12 Kg/cm2, e uma distribuição do tipo Allan plana. A sua capacidade de aprovisionamento era de 1000 Kg de carvão e 2500 l de água.